# Eunidia allardi
Eunidia allardi är en skalbaggsart som beskrevs av Stefan von Breuning 1964. Eunidia allardi ingår i släktet Eunidia och familjen långhorningar. Inga underarter finns listade i Catalogue of Life.